# Chronique médiévale
Pour un article plus général, voir Chronique (littérature).
Une chronique médiévale (du grec chronos, « temps ») est un ouvrage, écrit par un chroniqueur, parfois collectivement, relatant une série de faits chronologiquement. Cette littérature historique en langue vernaculaire prend le relais de la chanson de geste en relatant des épopées légendaires héroïques qui mettent en scène les exploits guerriers de rois ou de chevaliers, ou en racontant l'histoire officielle de communautés, d'une cause ou de grands personnages qui sont les protecteurs des chroniqueurs à leur service.

## Histoire
La grande période de la chronique médiévale se situe aux XIIe et XIIIe siècle.
Les Dix Livres d'Histoire de Grégoire de Tours circulent au Moyen Âge sous des formes abrégées, et c'est principalement leur version remaniée caricaturale, le Livre de l'histoire des Francs, qui étaye l'historiographie carolingienne puis capétienne, et est incorporé aux prestigieuses Grandes Chroniques de France.

## Liste partielle
- Annales de Saint-Bertin, Annales de Metz
- Chronique anglo-saxonne
- Annales Cambriae (Pays de Galles), Chronicon Scotorum (Écosse)
- Annales d'Ulster, Annales des quatre maîtres, Annales d'Inisfallen, Annales de Loch Cé, Annales de Tigernach, Annales fragmentaires d'Irlande, Annales de Clonmacnoise
- Gesta episcoporum Leodiensium (diocèse de Liège)
- Geste des Danois, Codex Runicus, liste de chroniques danoises (en)
- Les Quatre Grandes Chroniques (Catalogne), Llibre dels fets
- De rebus Hispaniae
- Chronique des temps passés (Russie), Collection complète des chroniques russes
- Gesta Hungarorum (Hongrie)
- La Chronique de Nuremberg, Annales Xantenses, Annales regni Francorum, Annales de Fulda, Gesta Hammaburgensis ecclesiae pontificum
- Chronica Slavorum, Chroniques serbes (en)
- Chronica Boemorum (en), Chronique de Dalimil
- Chronique de Morée, Chronicon Paschale
- Chroniques géorgiennes, Divan des rois d'Abkhazie
- Chronique de Frédégaire, Chronique de Melrose, Chronique du Pseudo-Turpin
- Annales Ceccanenses, Chronique de Nantes, Chronique de Montpellier
- Chronica Gallica de 511
- Chroniques (Froissart), Grandes Chroniques de France, Passages d'outremer,